# جائزة فرنسا الكبرى 1914
جائزة فرنسا الكبرى 1914 هو سباق فورمولا 1 أقيم بتاريخ 4 يوليو 1914 في ليون.